# 豐原素
豐原素（Fengycin）為一種具有抗菌活性的脂多肽。

## 結構
豐原素屬於脂多肽，由β-羥基脂肪酸連結於10顆胺基酸組成的多肽上，其中含有一顆由八顆胺基酸組成的環。

## 功能
豐原素具有抑制絲狀真菌的功能。有研究顯示，鼻腔及腸道擁有芽孢桿菌屬菌叢的個體，檢體中的金黃色葡萄球菌較少，推論可能與芽孢桿菌屬會分泌豐原素等抑菌物質相關。

### 作用機轉
豐原素可干擾金黃色葡萄球菌的群聚感應系統，可與自誘導肽（Agr autoinducing-peptide，AIP）競爭AgrC的胞外結合域，進而抑制葡萄球菌移生的能力。

## 歷史
1977年，台灣中興大學陳昇明教授在台中縣豐原市郊（今台中市豐原區）的馬鈴薯田中篩選出一株具有抑制立枯絲核菌（Rizoctonia solani）功能的枯草桿菌（Bacillus subtilis），菌株編號定為「F29-3」。在經過分析後發現，枯草桿菌F29-3除了具有抑制立枯絲核菌的功能之外，也能抑制其他絲狀真菌、細菌，和酵母菌。進一步分析後發現兩種抗菌物質，分別命名為「Bacilysin」及「豐原素」（Fengycin）兩種抗菌物質